# 由良比女神社
36°05′31″N 132°59′17″E / 36.09195°N 132.988039°E
由良比女神社（日语：／ Yurahime-Jinja */?）是日本島根縣隱岐郡西之島町浦鄉的神社，社格是名神大社、隱岐國一宮和鄉社，主祭神是須勢利姬命。氏子數目方面，根據《府縣鄉社明治神社誌料》和《日本社寺大觀》記載是264戶，神社本廳出版的《神社名鑑》記載為400戶，《式內社調查報告》則指是450戶，氏子區域為浦鄉的本鄉地區。文化財方面，神社的本殿在1982年3月7日獲指定為西之島町指定文化財。

## 位置與名稱

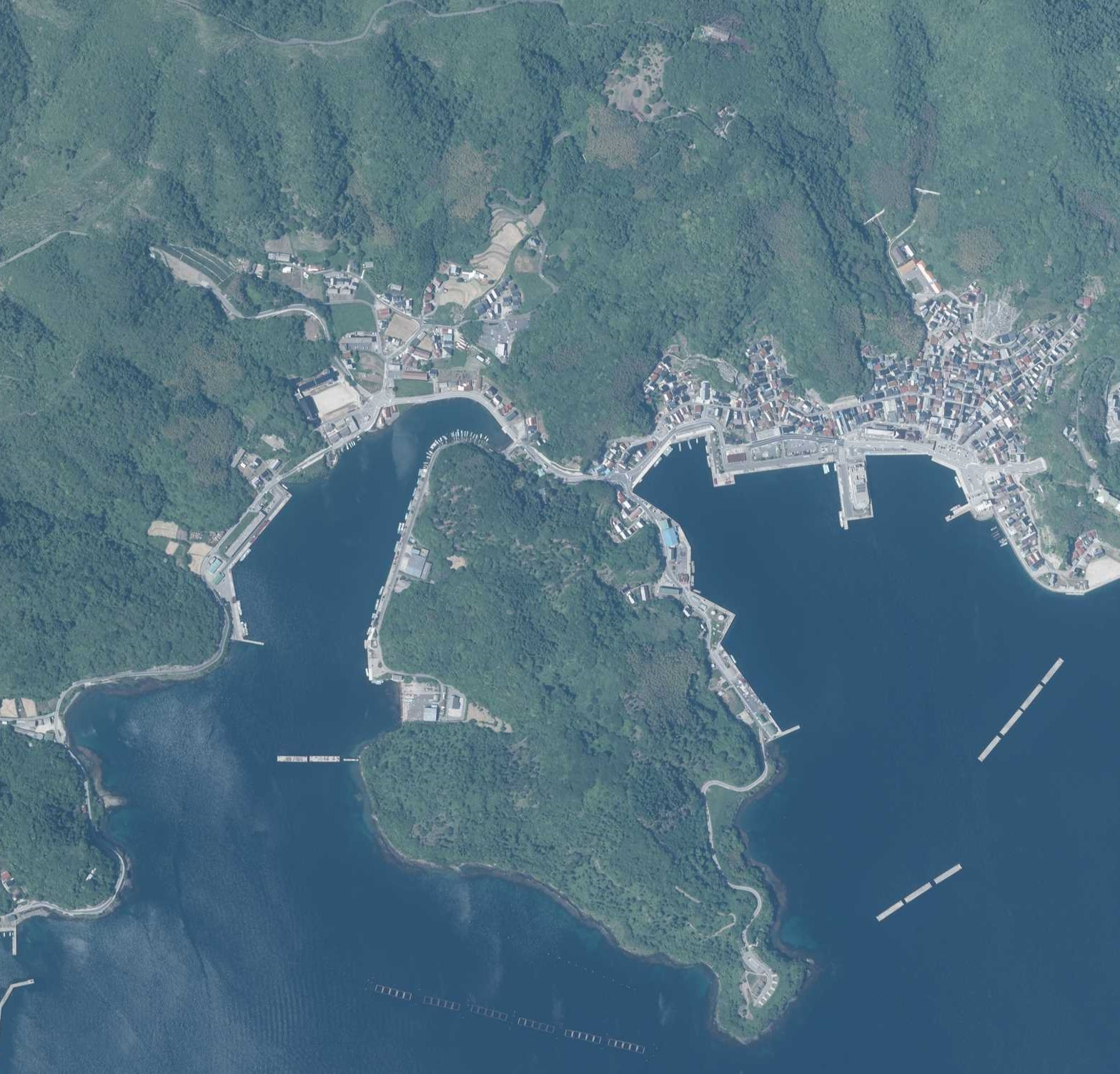
神社一帶的俯瞰圖

神社位於隱岐群島島前西之島浦鄉地區西部，地處浦鄉灣深處一處稱為薄子浦的地方，以東約500米處是浦鄉港。行政區劃方面，神社原屬隱岐國知夫郡，根據名稱推測原本位於知夫郡由良鄉，不過根據《和名類聚抄》，浦鄉推測原本是宇良鄉，兩者並不相符。由於由良鄉相信位於知夫里島，因此也有神社是從知夫里島轉移至西之島的說法，中世時位於美多莊之內，後為浦之鄉村、浦鄉村和浦鄉町，大字是浦鄉，字是由良浦。
根據《延喜式》記載，神社原本稱為和田須神，《神名帳考證》認為這是誤將由良比女神社與海神社混為一談而來，《雲州本考異》和《大日本史》也依從這個說法，《新增補訂國史大系》則沿用本來的標記。另一方面，《式內社調查報告》指《神名帳考證》的說法源於在《隱岐國神名帳》中由良比女大明神與和多酒明神接連被提及而來，由於和多酒亦作渡，因此《式內社調查報告》推測可能是指知夫村的渡津神社或由良比女神社的所在地以前稱為渡。

## 歷史
神社創建時期不明，根據《續日本後紀》記載，在承和9年9月14日（842年10月21日），神社與海部郡的宇受加命神、隱地郡的水若酢命神一同獲列為官社。其後的承和15年（848年）、貞觀8年（866年）和天慶元年（938年）均獲朝廷前來祈禱。另一方面在《延喜式神名帳》中，隱岐國總共有16座式內社，神社是其中知夫郡的7座式內社之一，也是隱岐國4座名神大社之一。在中世時，根據《大日本國一宮記》等記載，神社是隱岐國一宮，然而《日本歷史地名大系》指沒有史料證明其隱岐國一宮的說法，井上寬司也否定神社為一宮的說法，並且指出這是源於水若酢神社一宮地位問題而產生的混亂。此外，根據《隱岐國神名帳》記載，神社的神階是從三位上。
神社在近世時逐漸沒落，根據寬文7年（1667年）的《隱州視聽合紀》記載，當時的神社「規模非常小，而且破舊不堪，形同虛設，在當地也不為人知」，還稱「根據神名帳記載，知夫郡有由良比女神，即為此神社。遺憾的是土人只知城福寺為佛，而不知此神社為神，神猶在卻已衰亡，嗚呼衰哉」。元祿9年（1696年），與橘三喜一同到訪西之島的隨從指出「由良大明神雖然是隱岐國一宮，但是社司和國人也不知道。」。根據圓成寺所藏的《堀尾忠晴給帳》記載，神社在寬永（1624年至1644年）時的社領與山王權現同樣是10石，而根據貞享5年（1688年）的《增補隱州記》以及幕末的《隱岐古記集》記載，神社的社領則是2斗5升。明治5年10月（1872年11月），神社獲列為鄉社，1907年9月27日列為神饌幣帛料供進社。1975年，神社獲指定為島根縣特別神社。

## 祭神

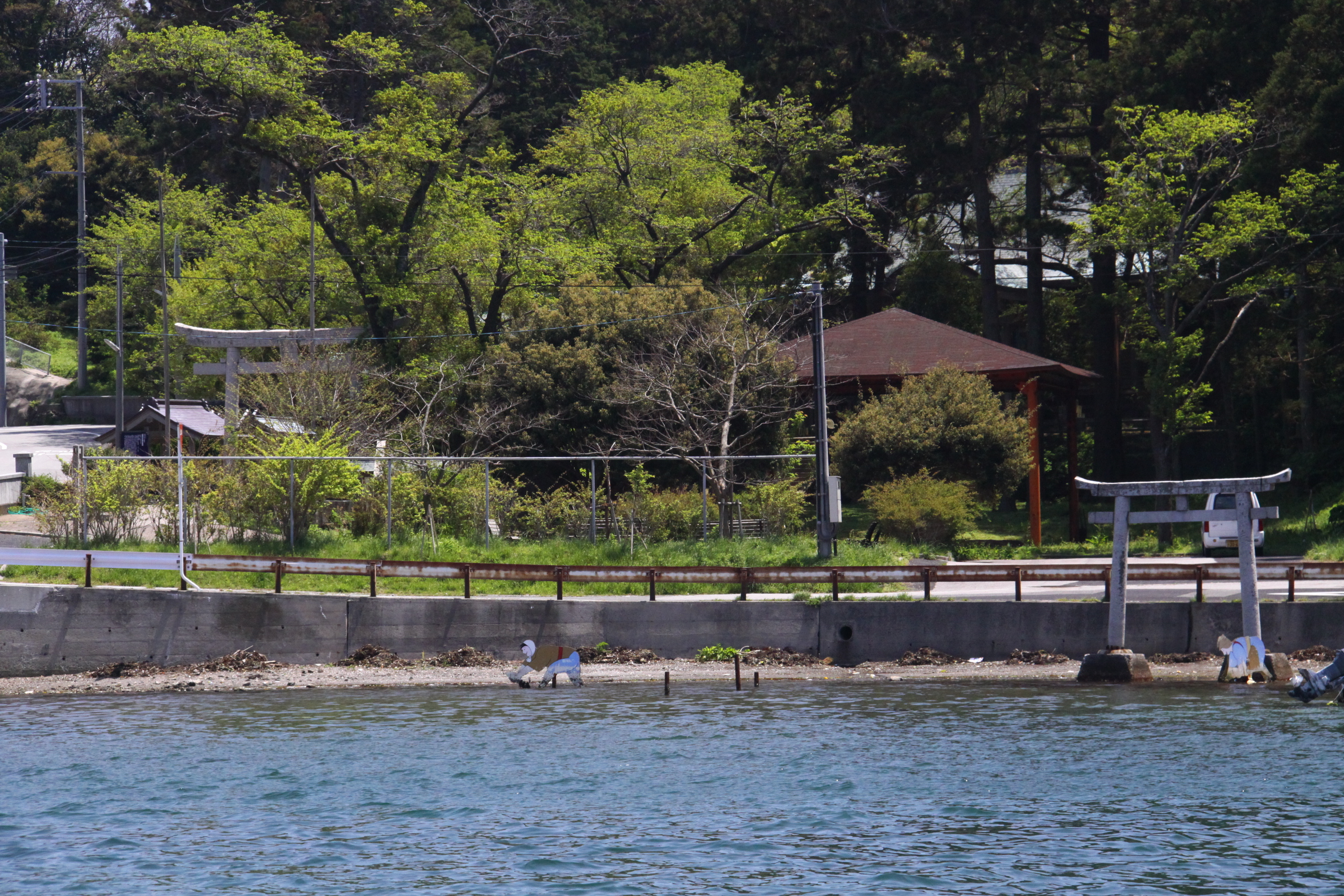
烏賊集結之濱

神社的主祭神是須勢利姬命，當地又稱為由良比女大神，傳說她乘坐苧桶渡海時以手划水，引來烏賊，在與其嬉戲期間手被咬到，烏賊有感自己的無禮，因此每年烏賊均會前來道歉。也有說法指她乘坐苧桶，並且手持烏賊來到鳥居附近的叠石，另一說法是她直接騎在烏賊上現身。根據當地的口述傳統，她原本供奉於知夫里島的烏賊濱，每年秋天均有大量烏賊集結於神前，浦鄉的漁夫對此心生妒忌，便暗自將她帶返浦鄉，自此烏賊便改在浦鄉集結，不再前往知夫里島，這也有可能是神社轉移的理由。
實際上，神社現址附近便有一處海岸稱為烏賊集結之濱（イカ寄せの浜），由於在明治至昭和20年代為止幾乎每年都有大量烏賊出現，因此當時在沿岸有約30棟烏賊小屋，海上則有約30艘船，雙方均準備在12月至1月於風平浪靜吹南風的弦月之夜時撈捕烏賊，品種為劍尖槍魷，菱鰭烏賊的捕撈期則更長，為期9月至2月。由於烏賊數量多，並且會擱淺至陸地，因此甚至可以用手就能撿起來。雖然近年由於自然環境改變和漁業發展，已經幾乎沒有烏賊集結於海岸附近，但是在2006年2月7日事隔十幾年再有大量烏賊集結於此。
祭神為須勢利姬命的說法也見於《大日本史》神祇志和《神社覈錄》，不過根據《神名帳考證》記載，神社的祭神是海童神，《特選神名牒》稱是男神四座和女神五座，根據明治初年的《嶋前神社取調帳》記載，中央有女神一座，不知其名，左右分別是男神四座和女神五座，1882年的明細帳才指祭神是由良比賣命。《式內社調查報告》認為從神社名稱來說，將祭神名稱視作由良比女神便已經足夠，偏偏要將其視作海童神或須世理姬命，這只不過是想將地方神附會為記紀神明而已。此外，《袖中抄》和《土佐日記》稱祭神是知夫利神（ちぶり神），《國史大辭典》則引述《隱岐兩島神名帳》，指除了須勢利姬命外，還有祭神為豐玉姬命的說法。

## 境內和神職
- 本殿
- 隨神門
- 鳥居

根據《府縣鄉社明治神社誌料》和《日本社寺大觀》記載，神社面積達400坪（約1322.31平方），《神社名鑑》稱是1200坪（約3966.94平方），《西之島町誌》則指是5712坪（約18882.64平方）。另外，神社在也藏有應永5年（1398年）造立、永享10年（1438年）造立、慶長9年（1604年）葺替、寬永12年（1635年）建立和貞享元年（1684年）建立的棟札。
本殿佔地7坪（約23.14平方），改建於1889年，為寬2.5間（約4.55），長3間（約5.45）的春日造變形建築，以日本扁柏建成，建有唐破風向拜，俗稱為枡形明神造，檜皮葺屋頂。幣殿為寬2.5間，長3.5間（約6.36）的木造銅板屋頂建築，佔地10坪（約33.06平方）。拜殿改建於1931年，為寬5間（約9.09），長3.5間的入母屋造建築，以松木建成，也建有向拜，佔地15坪（約49.59平方），銅板屋頂。隨神門寬2.5間，長1.5間（約2.73），為入母屋造建築，同樣以松木建成。
- 神器庫
- 土俵
- 境內社

此外，境內也建有社務所、神器庫和土俵，境內社則有伊勢之宮、惠比須社、豐受宮和出雲社，祭神分別是天照大神、事代主神、豐受神和大國主命。神職代代由真野家擔任，最早可以追溯至慶長8年（1603年）的真野安久，其後真野忠義在明和9年（1772年）獲吉田家頒發許狀，號丹波守，從安久開始算起，1983年時擔任當主的資氏是第16代，他以由良比女神社為本務社，並且兼管浦鄉地區的另外四座神社，分別是聖神社、待場神社、茂理神社和日吉神社。

## 祭事
| 舉辦時期                                    | 供品   |
| ------------------------------------------- | ------ |
| 節分                                        | 小麥   |
| 大年的供品準備                              | 九膳半 |
| 2月初午，讓氏子觀看寶物，並且製作神水後獻上 | 赤飯   |
| 3月節句                                     | 赤飯   |
| 5月節句                                     | 粽     |
| 6月初午                                     | 煮小麥 |
| 8月朔日                                     | 赤飯   |
| 9月節句                                     | 赤飯   |
| 9月19日，讓氏子觀看寶物，並且製作神水後獻上 | —      |
| 9月晦日，送神神事                           | 赤飯   |
| 10月晦日，迎神神事                          | 赤飯   |
| 三年一度大祭                                | 省略   |

安永2年（1773年），島前13村的庄屋在神社聚首一堂，商討重辦御旅祭，最終決議在舊曆6月29日舉行，三年一度，6月28日則神幸至御旅所的神主家（代宮屋）。根據天保4年（1833年）的《隱州風土記》記載，神社的祭事分別在2月初午、6月初午（三年一度舉行御旅祭）和9月19日舉行。根據《嶋前神社取調帳》記載，每隔一年的6月28和6月29日舉行大祭，每2月初午、6月初午和9月19日則舉行小祭。在採用陽曆後，改為在7月28日舉行例祭，稱為小祭，每隔一年的7月28日和7月29日則舉行神幸祭（大祭），28日稱為宵祭，29日稱為本祭。其後，大祭又改至單數年7月的最後一個星期六舉行。
大祭第一天上午，氏子總代和董事約20名雲集於拜殿，並且由5、6名神職和4、5名樂人舉行祭典。在下午於本殿左邊的空地舉行兒童相撲，所有力士均會登上土俵，並且以獨特的動作一邊巡迴土俵，一邊發出Yoiyoi Yoiyasa（よいよい よいやさ）的呼喊聲，然後分為紅綠兩組進行相撲。在傍晚點名喊出負責神幸的氏子的名稱，然後將幡和金幣等交給負責神幸的氏子，然後由露拂的猿田彥引領舞獅在拜殿前跳舞。
晚上7點，約30喝醉的青年前往拜殿抬走神輿，在境內巡遊後先到烏賊集結之濱，然後再向浦鄉港進發，在碼頭登上御座船。御座船以前是由和船三艘組成，後來改由三艘重約百噸的鮮魚運送船組成，船隻之間以圓木連在一起，並且插上大漁旗。神職、囃子和神樂師則預先上船，並且一邊敲打太鼓和銅鈸，一邊等候神輿。神輿在推撞下安置於船的正中心部分，然後其他看熱鬧的人也會相繼上船，以前是女人禁制，後來女性也獲准上船。
晚上8點半，御座船在奏樂後由其他船隻拉動下啟航，並且遠離岸邊，於海上舉行隱岐神樂，首先是在神前獻上以扇和幣為採物的神途舞，然後是以鉾為採用物的猿田彥之舞。晚上9點半，御座船在浦鄉港的東面泊岸後，一眾氏子便抬起神輿前往御旅所代宮屋（宮司）真野家的庭院，距離雖然僅150米，但是儀式需時達一小時，真野家則以笛和太鼓來助興，最後，以真野家旁邊的臨時建築作為御旅所來安置神輿，並且在御旅所舉行祭典，結束時已經過了晚上11點半。
第二天早上，伴隨著太鼓響起，祭典開始舉行，身穿裃的氏子總代等人列席。其後，在真野家的庭院舉行猿田彥和舞獅，然後把神輿抬至御座船，在港口繞圈後於西面泊岸，接著便把神輿抬回神社。與此同時在拜殿則奏樂，並且以神樂來迎接神輿。晚上6點，神輿抵達神社境內，並且在巡遊過後，於拜殿前推推撞撞，故意讓神輿不能順利返回拜殿，這個過程在持續約一小時後，直至神輿重返拜殿才告終。
此外，在11月29日傍晚會舉行神歸祭，相當於《神事之時供物次第》提到的神迎神事，也稱為御座入祭。日本在傳統上稱舊曆10月為神無月，這是由於神明均集結在出雲國商議各種事宜，反過來說只有出雲稱舊曆10月為神有月。神社為了迎接從出雲歸來的祭神而舉行神歸祭，烏賊在這時候也會出現在海岸附近，傳說神明會騎着烏賊返回神社，因此又稱為烏賊集結祭。此外，在3月13日上午也會舉行春祭，以祈求航海安全。

## 註解
1. ↑  原文：[6]
2. ↑  原文：[6]
3. ↑  原文：。根據《式內社調查報告》，橘三喜的隨從是都津美一光[6]，《全國一宮祭禮記》則指是都都美一光[14]。
4. ↑  山王權現即日吉神社[15]。

## 外部連結
- . 島根縣觀光聯盟.   [2023-02-28] （日语）.
- . 西之島町觀光協會.   [2023-02-28] （日语）.
- . 全國一之宮巡拜會.   [2023-02-28] （日语）.
- YouTube上的